# La Chapelle-Bâton, Deux-Sèvres

La Chapelle-Bâton este o comună în departamentul Deux-Sèvres, Franța. În 2009 avea o populație de 363 de locuitori.